# Herbert Reginbogin
Herbert Reginbogin, né en 1952, est un historien et essayiste américain.

## Théories
Dans son livre Hitler, der Westen und die Schweiz. 1936-1945., il a défendu la position de la Suisse à l'époque, face au rapport Bergier, dans une perspective comparatiste. Son livre a été traduit en français par Jean-Jacques Langendorf avec l'appui financier du Groupe de Travail Histoire Vécue.

## Œuvres
- Die Entstehung des alliierten Blockadeabkommens mit der Schweiz vom 25. April 1940. Historisches Institut der Universität Bern, 1980, 109 S., Seminararbeit
- Der Vergleich. Die Politik der Schweiz zur Zeit des Zweiten Weltkriegs im internationalen Umfeld. Hrsg. vom Arbeitskreis Gelebte Geschichte, Gut, Stäfa 2006, 306 S.,  (ISBN 3-85717-176-6)
- Die Nürnberger Prozesse. Völkerstrafrecht seit 1945. Internationale Konferenz zum 60. Jahrestag. Im Auftrag des Touro College Jacob D. Fuchsberg Law Center, hrsg. von Herbert R. Reginbogin und Christoph J. Safferling, Saur, München 2006,   (ISBN 3-598-11756-6)
- Hitler, der Westen und die Schweiz. 1936-1945. Walther Hofer und Herbert R. Reginbogin. Verlag Neue Zürcher Zeitung, Zürich 2002  (ISBN 3-85823-966-6) (mehrere Auflagen) → Auszüge